# Chamaecrista bucherae
Chamaecrista bucherae é uma espécie de legume da família Leguminosae.
Apenas pode ser encontrada em Cuba.